# Ornithomya parva
Ornithomya parva är en tvåvingeart som först beskrevs av Macquart 1843.  Ornithomya parva ingår i släktet Ornithomya och familjen lusflugor. Inga underarter finns listade i Catalogue of Life.